# خیابان لاله‌زار
خیابان لاله‌زار با شماره‌گذاری معابر خیابان ۱۱۳۵ تهران (لاله‌زار نو) و خیابان ۱۱۷۵ تهران (لاله‌زار) یکی از خیابان‌های قدیمی و مرکزی شهر تهران است. این خیابان از جنوب به میدان امام خمینی (توپخانه) و از شمال به خیابان انقلاب اسلامی (شاهرضا) منتهی می‌شود.
لاله‌زار در اواخر دوره قاجار زمان احمد شاه قاجار و اوایل پهلوی، نماد نوگرایی و هنر ایران بود و «شانزه‌لیزهٔ تهران» لقب گرفته بود. بسیاری از تئاترها، رستوران‌ها، تجارت‌خانه‌ها، کاباره‌ها، پیاله‌فروشی‌ها، خیاط‌خانه‌ها، سینماها و فروشگاه‌های معروف ایران در این خیابان قرار داشتند. همچنین موسیقی سبک کوچه‌بازاری در این منطقه متولد شد.

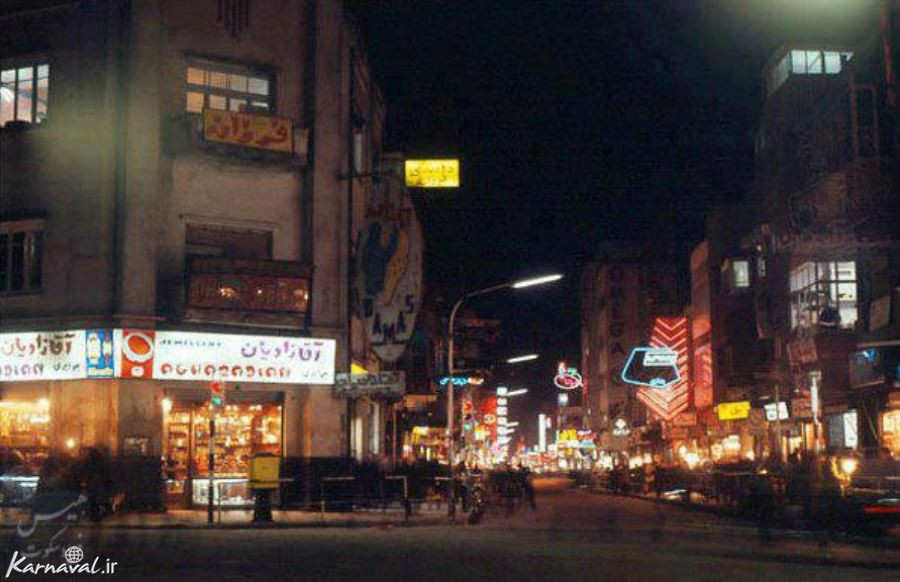
خیابان لاله‌زار، تهران - ۱۳۵۲

خیابان لاله‌زار از طریق ایستگاه‌های مترو توپخانه (در ابتدای خیابان)، ایستگاه مترو سعدی (تقاطع سعدی و جمهوری) و ایستگاه مترو دروازه دولت (تقاطع انقلاب و لاله‌زار نو) قابل دسترسی است.

## پیشینه

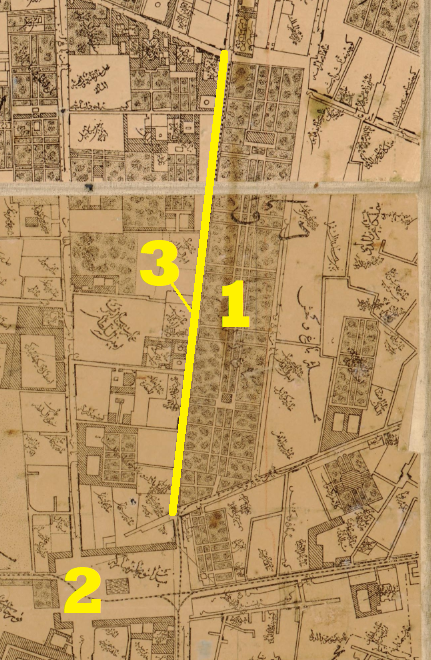
بخشی از نقشه قدیمی دار الخلافهٔ ناصری طهران. ۱) باغ لاله زار ۲) میدان توپخانه ۳) خیابان لاله زار

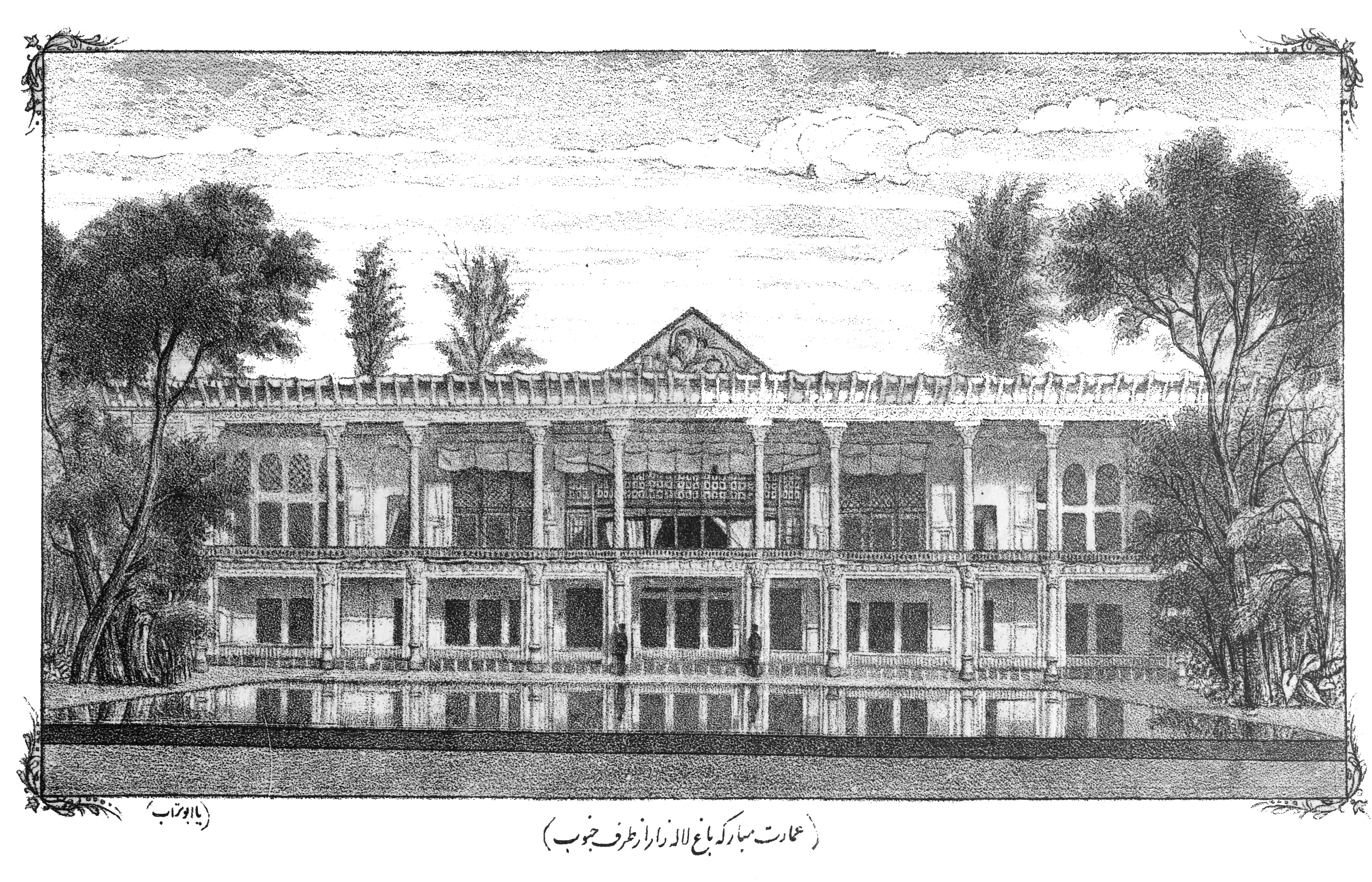
عمارت مبارکهٔ لاله‌زار از طرف جنوب اثر ابوتراب غفاری (در حدو سال ۱۲۶۳ خورشیدی)

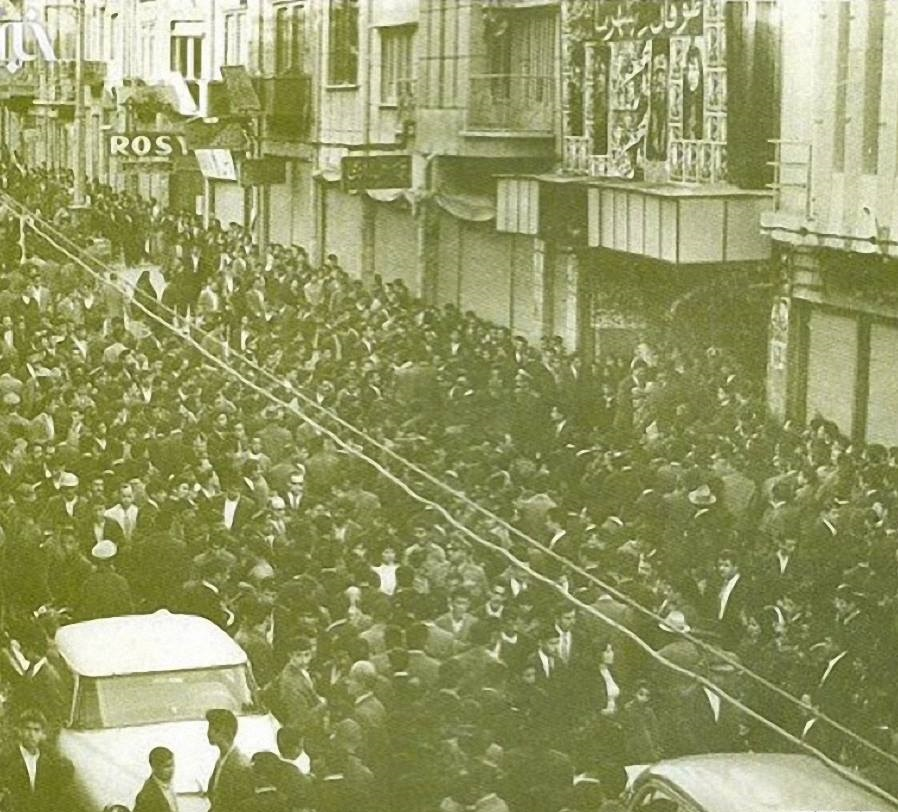
نخستین روز نمایش فیلم «طوفان در شهر ما» ساخته ساموئل خاچیکیان در ۲۴ فروردین ۱۳۳۷ در سینما ایران، خیابان لاله‌زار

به فرمان فتح‌علی شاه قاجار، در بیرون از حصار شاه‌طهماسبی تهران باغ لاله‌زار احداث شد. سپس‌تر، دو عمارت در این باغ بنا شد که یکی قصری دوطبقه دارای ۱۲ اتاق و دو تالار بود و دیگری کلاه‌فرنگی باغ لاله‌زار بود که به فاصلهٔ حدود ۴۰۰ ذرع از قصر و در جنوب باغ قرار داشت.
ناصرالدین شاه پس از بازگشت از سفر اول فرنگستان به خیال احداث خیابانی مانند «شانزه‌لیزه» در تهران به عنوان «دارالخلافه» افتاد و دستور داد که از میان باغ مصفای لاله‌زار خیابان بکشند، زمین‌های اطراف خیابان نیز میان «مقربین درگاه» تقسیم شد.∗ مهدی‌قلی هدایت در مورد آن می‌گوید:
لاله‌زار باغی بود بین خیابان لاله‌زار و میدانی در متمم خیابان استانبول و خیابان ماشین که حال اکباتان نام نهاده‌اند قسمت شرقی آن را باغ وحش می‌گفتند حال همه عمارت شده است خیابان لختی (سعدی) آن دو قسمت را از هم جدا کرده است، ناصرالدین شاه لاله‌زار را به نود هزار تومان فروخت تولوزان التماس‌ها کرد که نگاه بدارند که سبب لطافت هوای شهر است نشنیدند در تابستان خیابان لاله‌زار هوای خنک بسیار خوبی داشت در آن اوقات که خیابان خوش هوا و روح‌افزا بود اهالی کمتر استفاده می‌کردند اینک که هوای آن خیابان باطناً و ظاهراً کثیف و موذی است محل توجه و ازدحام خلق است— خاطرات و خطرات، ص. ۵
بعدها در دورهٔ پهلوی خوانندگان موسیقی عامیانهٔ ایران مانند مهوش، آفت، قاسم جبلی، تاجیک، روح‌پرور، علی نظری، آغاسی، سوسن و ایرج حبیبی همگی در لاله‌زار به روی صحنه می‌رفتند.
به نوشتهٔ جعفر شهری در کتاب «تهران قدیم»:

عشقی و عارف بهترین نمایشنامه‌های خود را در سالن گراند هتل آن به معرض تماشا گذارده… زیباترین خانم‌های شوخ و شنگ و رعناترین پسران دلربا نیز از این ساعات رو به آن می‌آوردند و شیک پوش‌ترین مردان و آلامدترین جوانان در این خیابان دیده می‌شدند.

زمانی در لاله‌زار ۱۵ سینما و چندین تئاتر و تماشاخانه فعالیت داشتند ولی امروزه ۱۰ سینما فعال در این خیابان فعال هستند.∗ اکثر این سینماها اکنون از رونق افتاده‌اند.
در اوایل دورهٔ پهلوی، در اوایل خیابان لاله‌زار از سوی میدان توپخانه، مغازه‌ای به نام پیرایش قرار داشت که به جهت داشتن پوشاک مد روز در تهران شهرت داشت. روبه‌روی این مغازه، کافه قنادی لاله‌زار واقع بود.
امروزه بیشتر لاله‌زار را صنف فروشندگان لوازم برقی در اختیار گرفته‌اند.
«خانه و باغ اتحادیه» یا «خانه امین‌السلطان» عمارتی مربوط به دوران قاجار است که به عنوان تنها بازمانده از خیابان لاله‌زار قدیم و یکی از نفایس معماری عصر قاجار شناخته می‌شود.

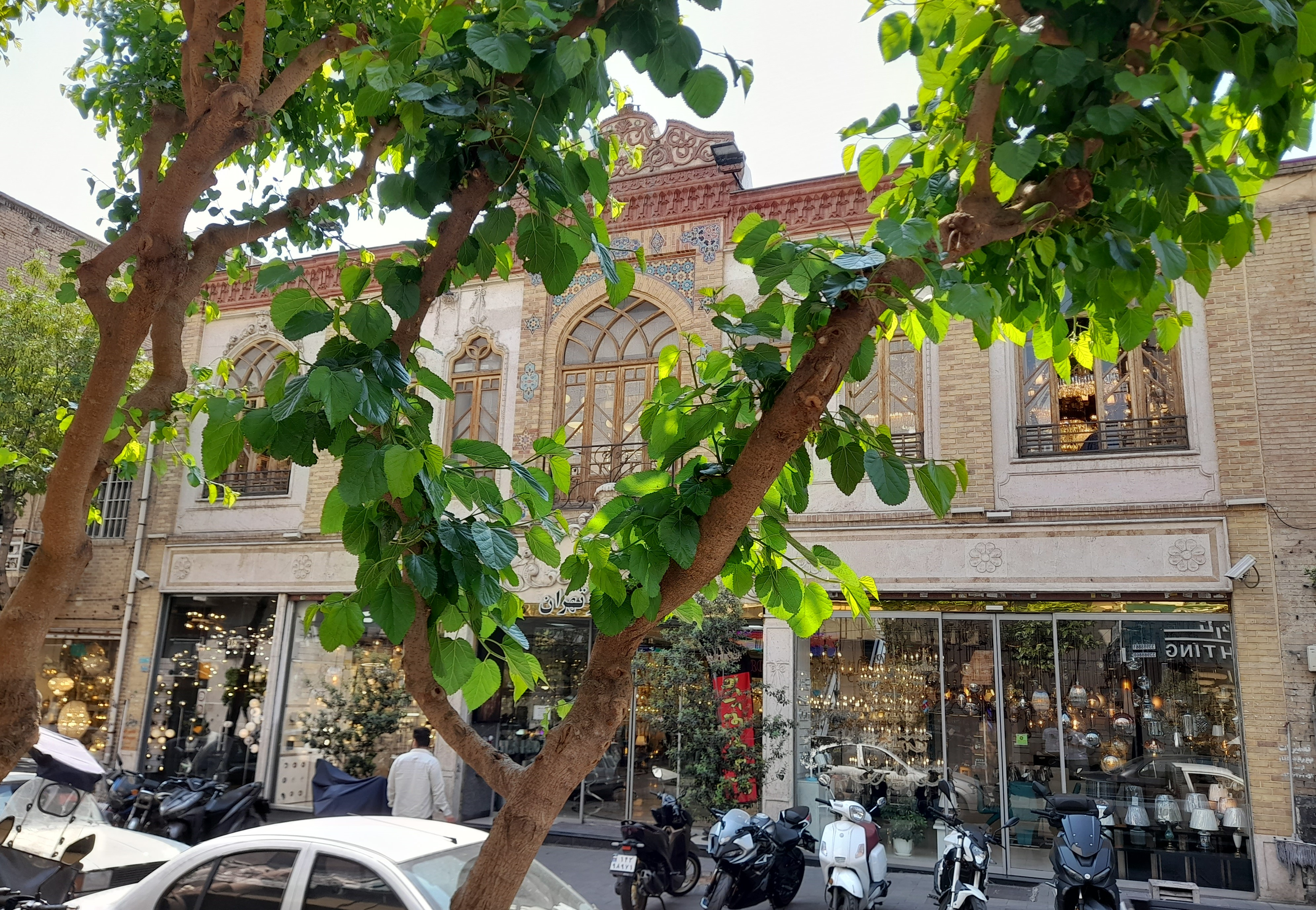
عمارتی زیبا و قدیمی در خیابان لاله زار

## اماکن معروف لاله‌زار

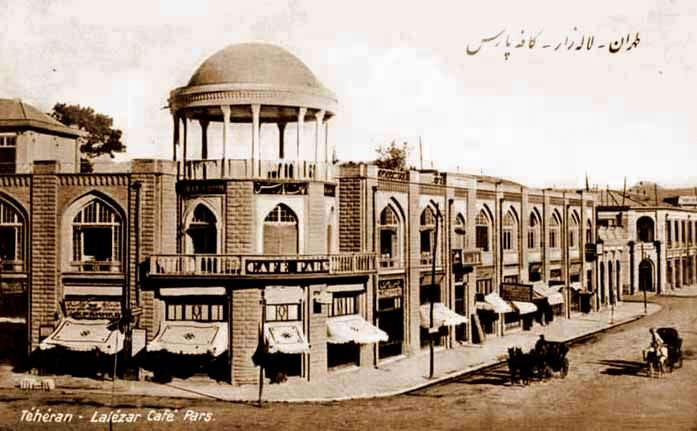
عمارت کافه پارس، دهه ۱۳۲۰

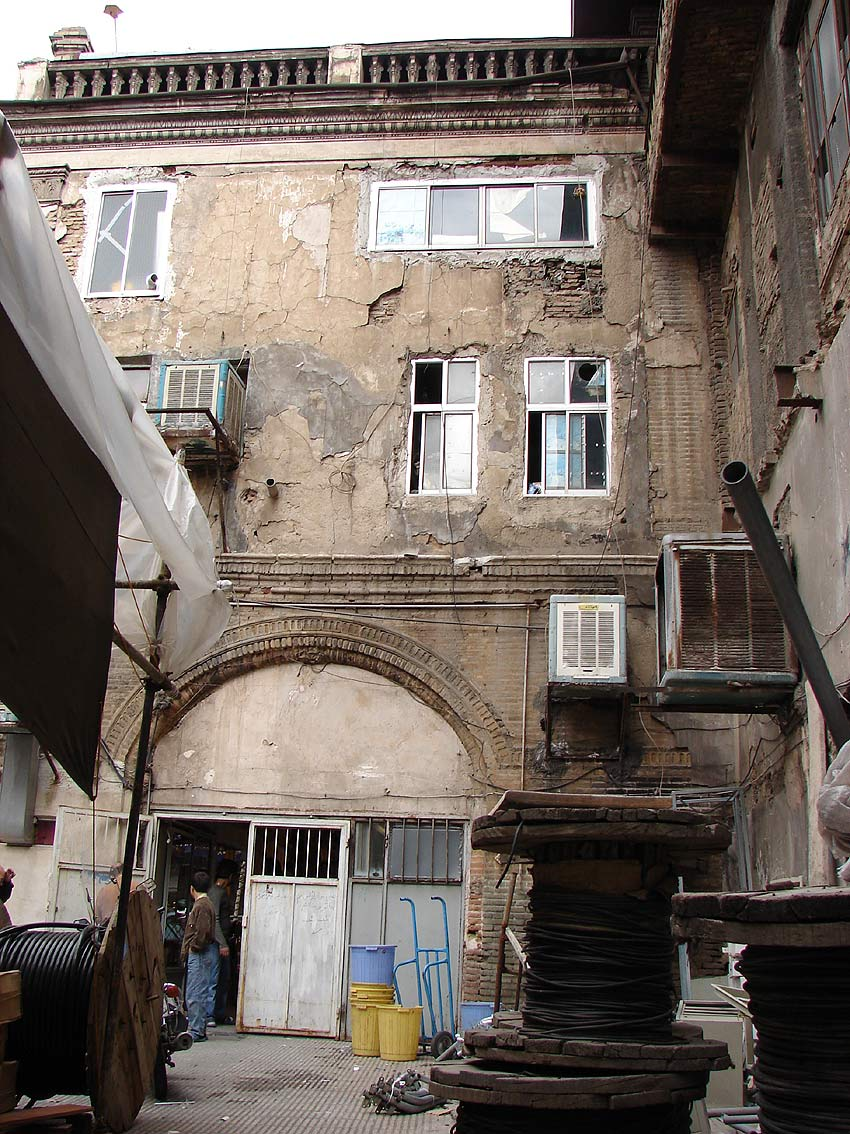
نمای داخلی گراند هتل در خیابان لاله‌زار

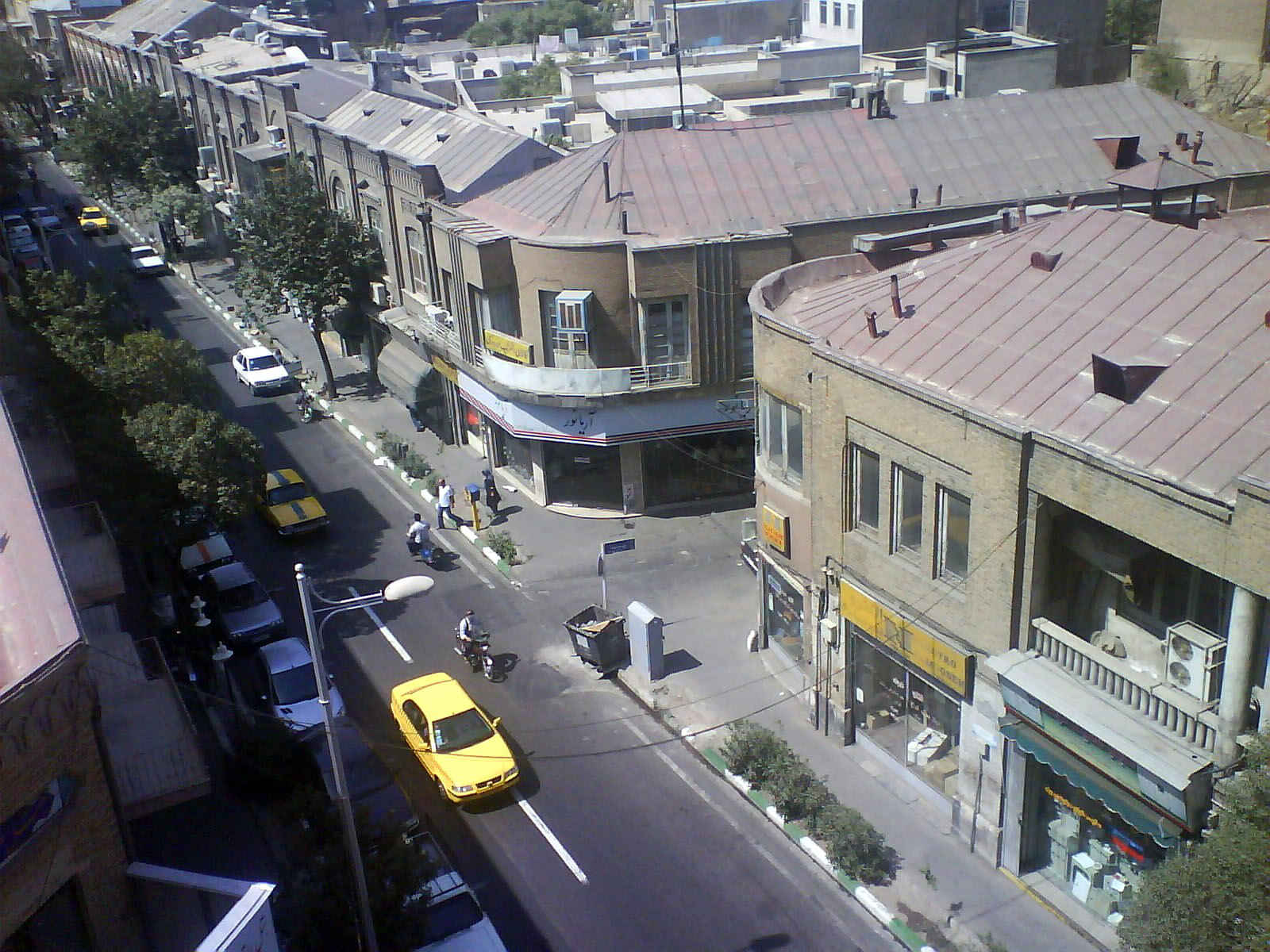
خیابان لاله‌زار از بالا - ۱۳۸۹

### هتل، کافه و کاباره
- گراند هتل
- کاباره مولن‌روژ
- کافه افق طلائی
- کافه مصطفی پایان (در لاله‌زار نو)
- کافه نور (در لاله‌زار شمالی)
- کافه ری (در لاله‌زار شمالی)
- کافه لاله‌زار (در لاله‌زار جنوبی)
- کافه پارس
- شکوفه نو

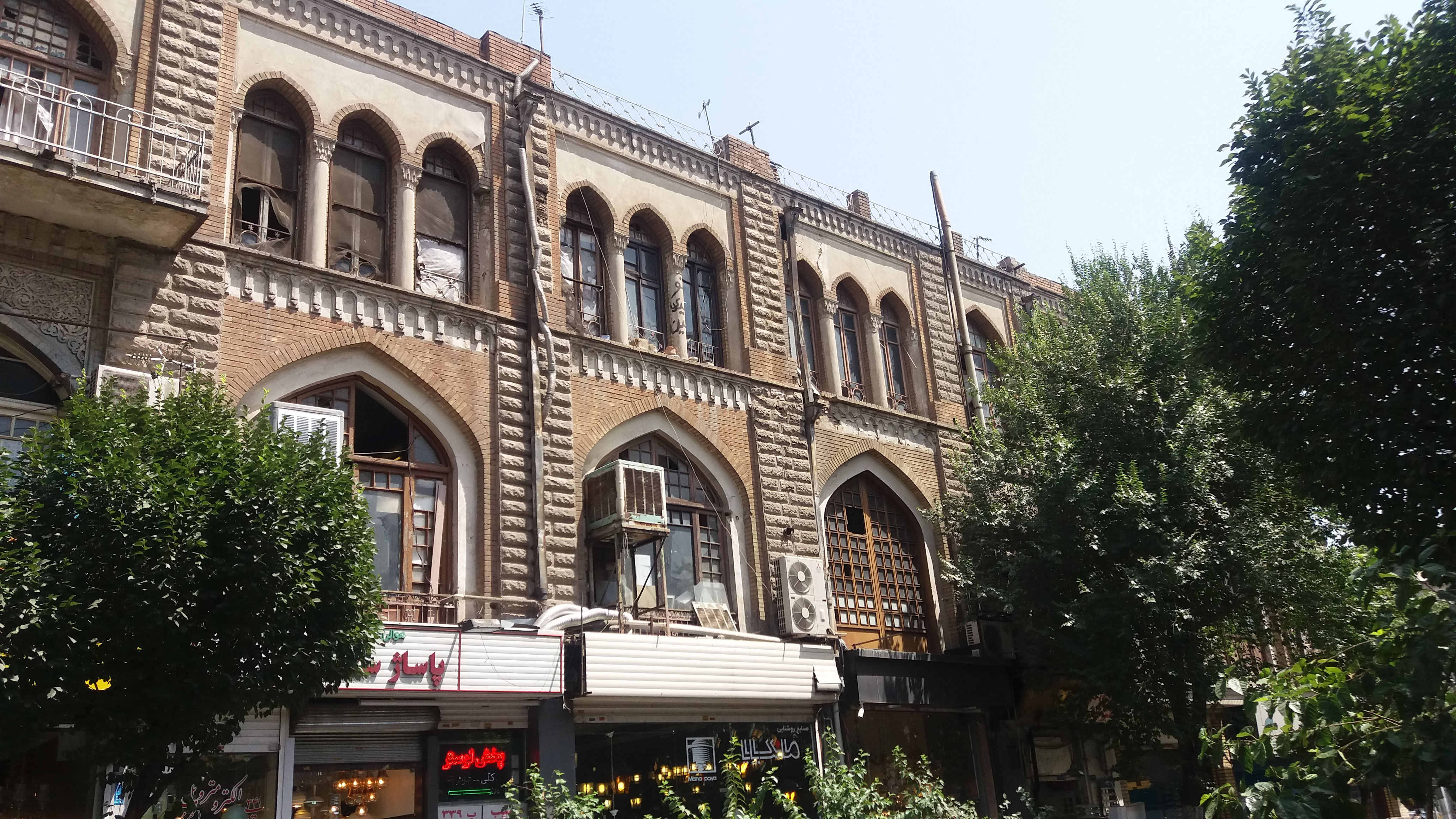
کافه پارس، ۱۳۹۵
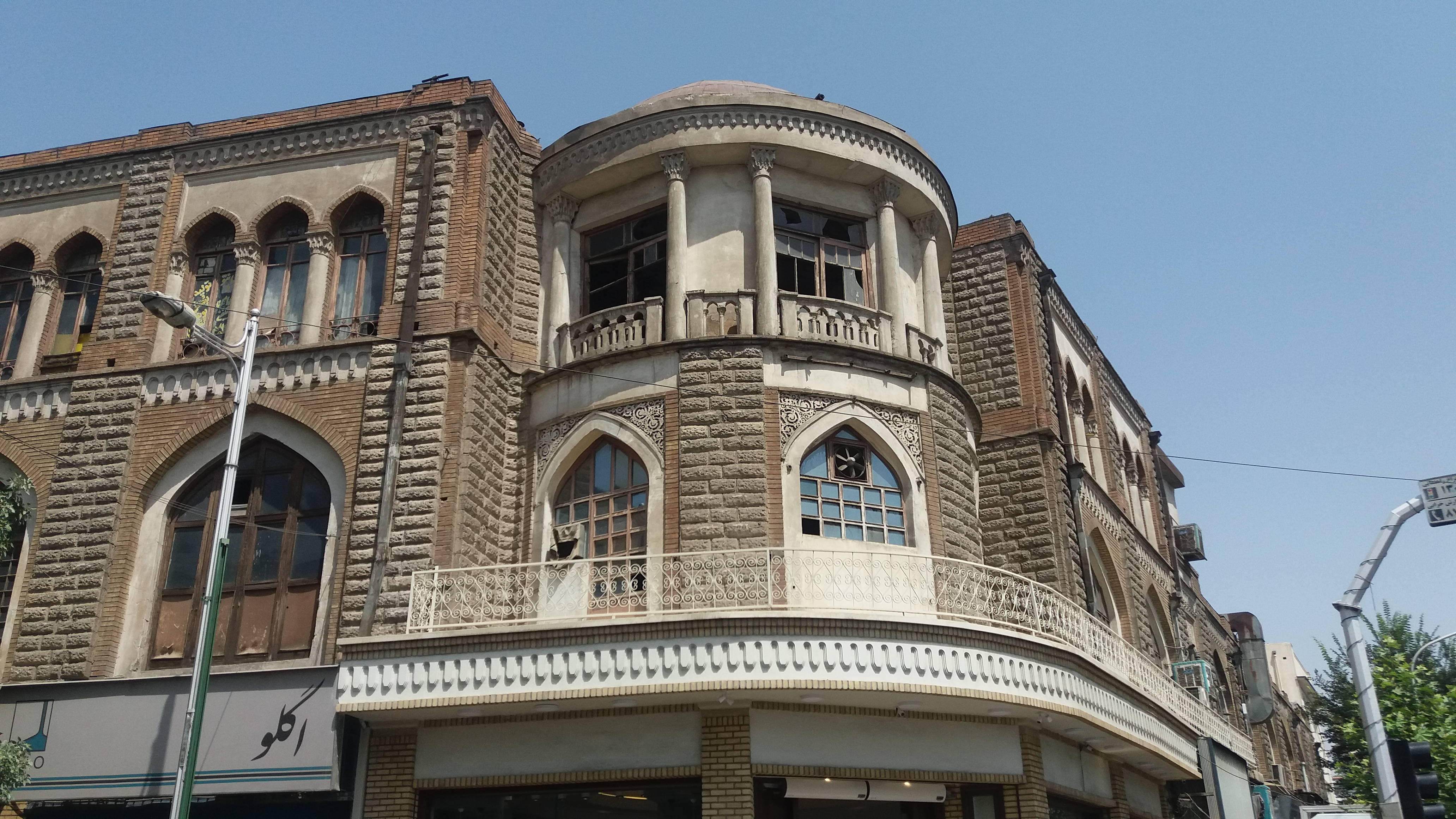
کافه پارس، ۱۳۹۵
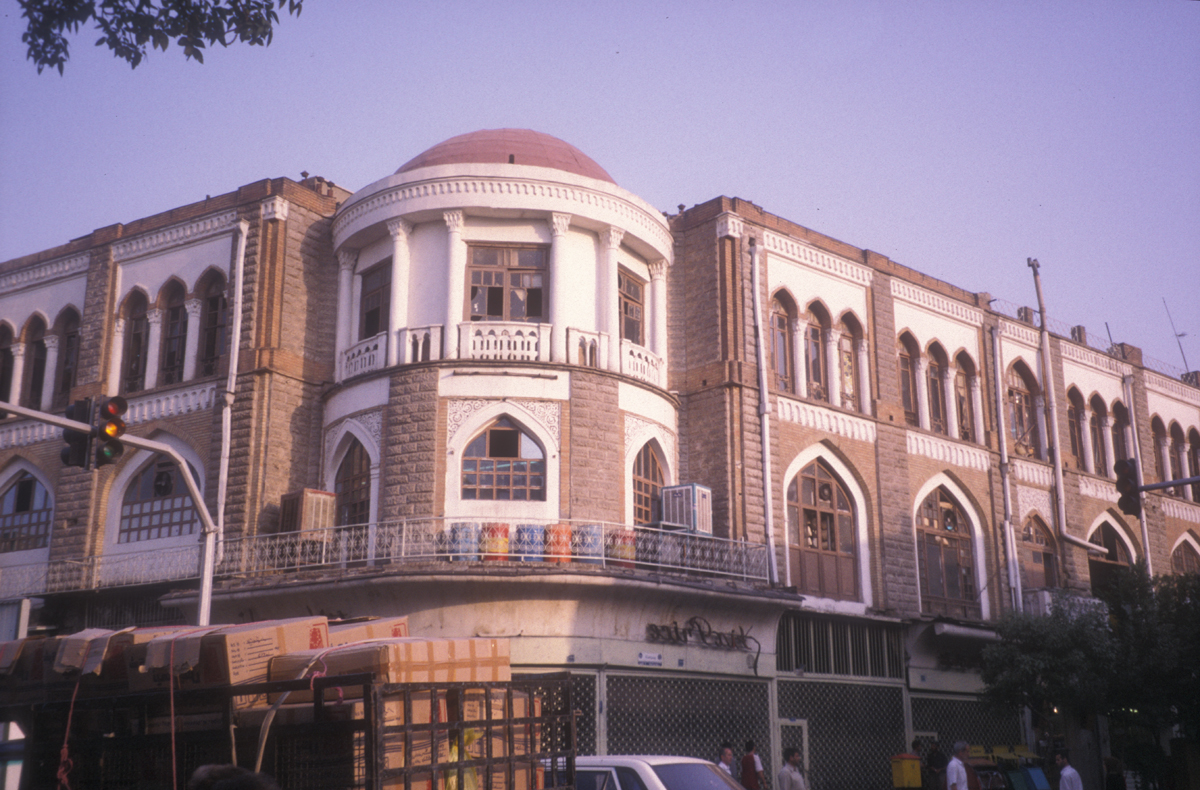
کافه پارس، ۱۳۸۵

### سینما

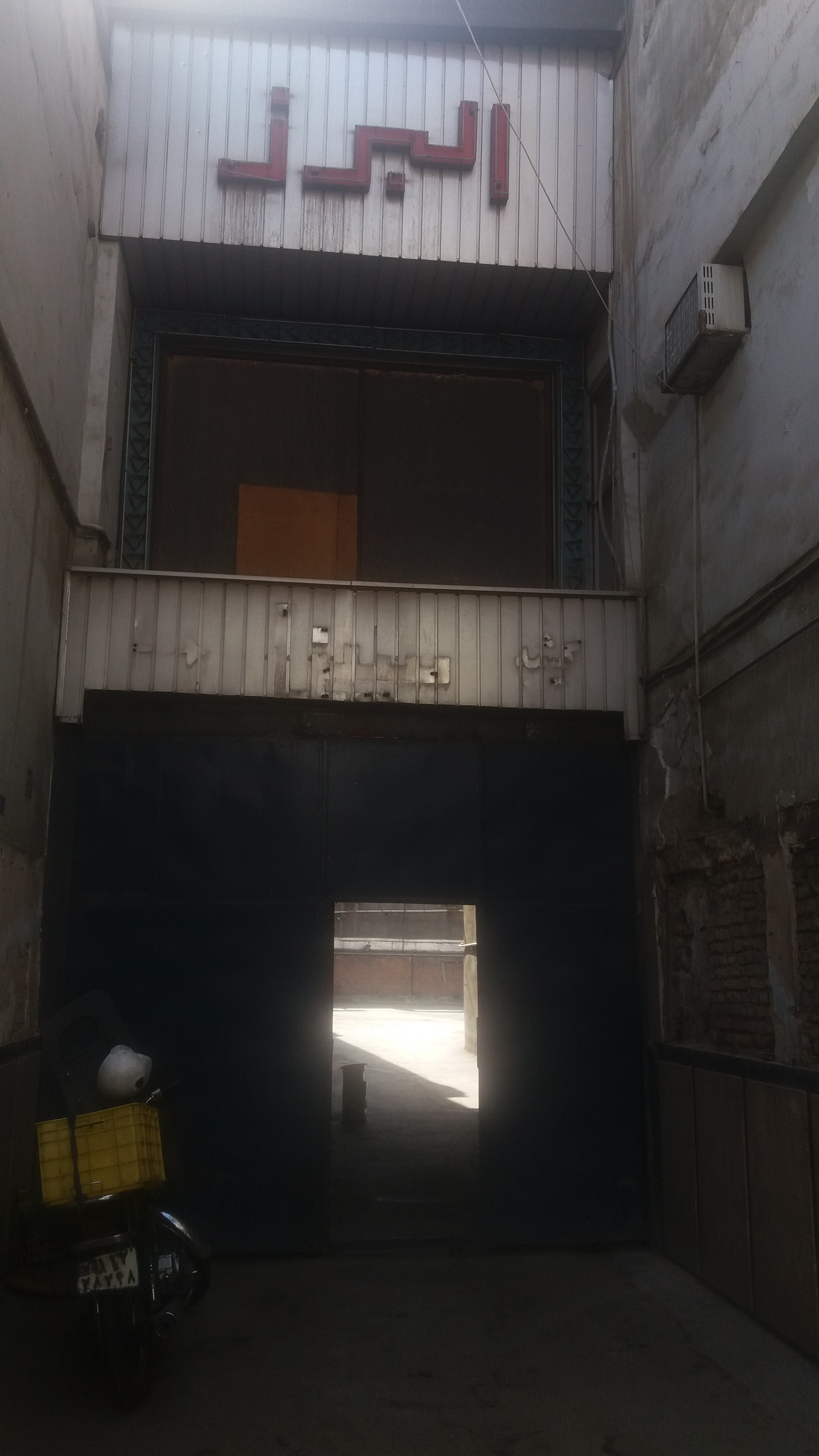
سینما لاله (رکس پیشین)
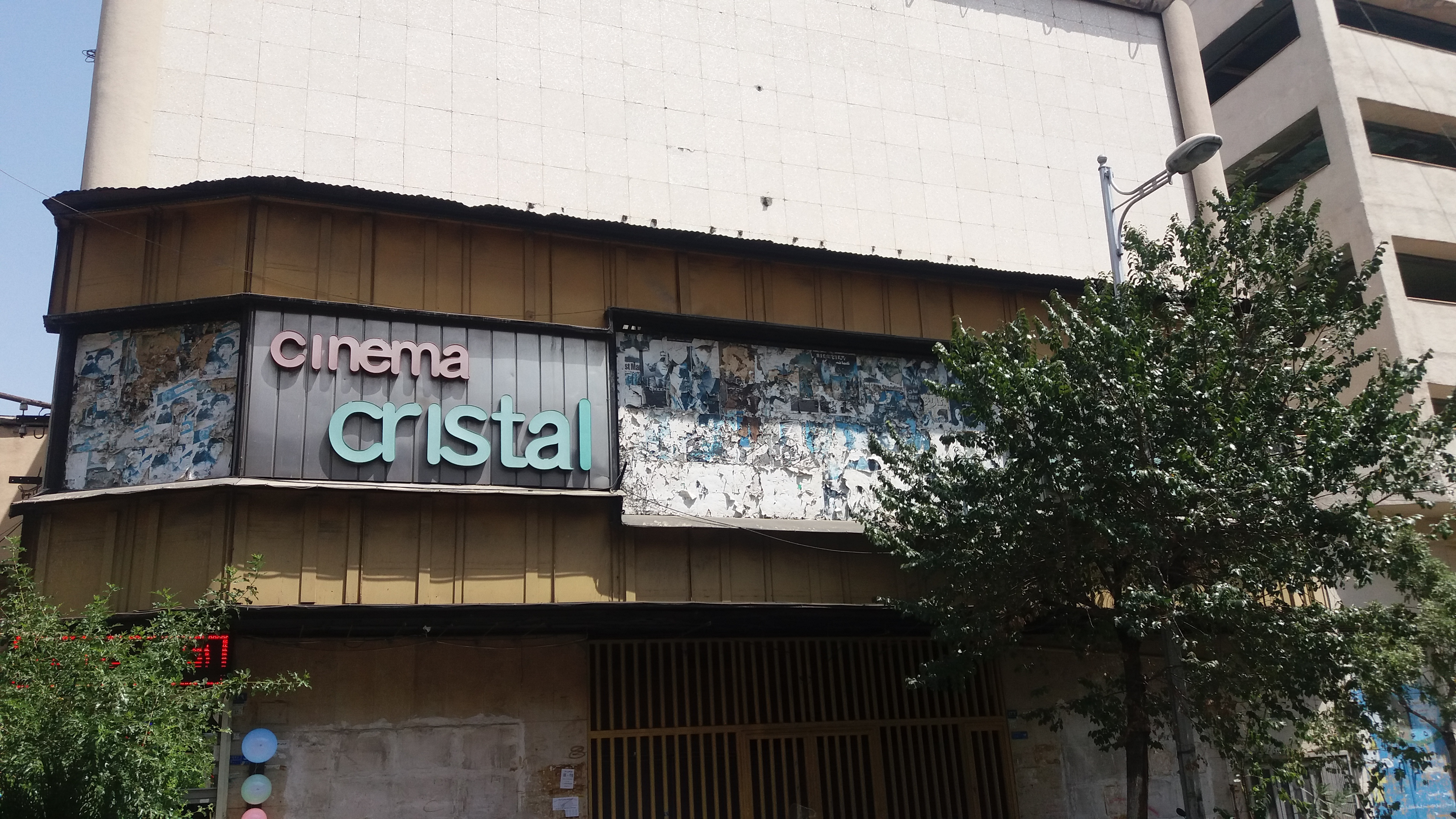
سینما نادر (رویال پیشین)
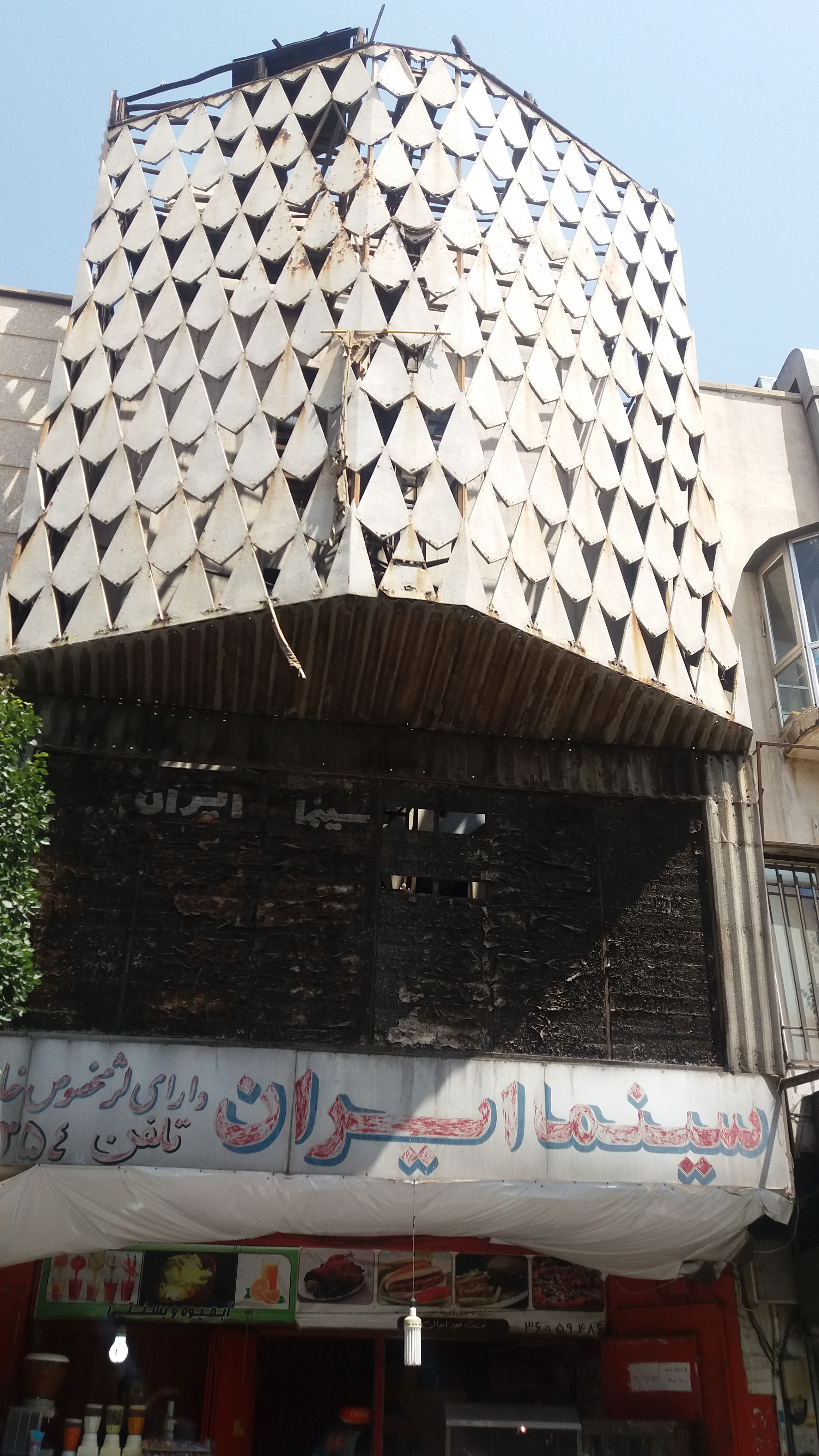
سینما رودکی (متروپل پیشین)
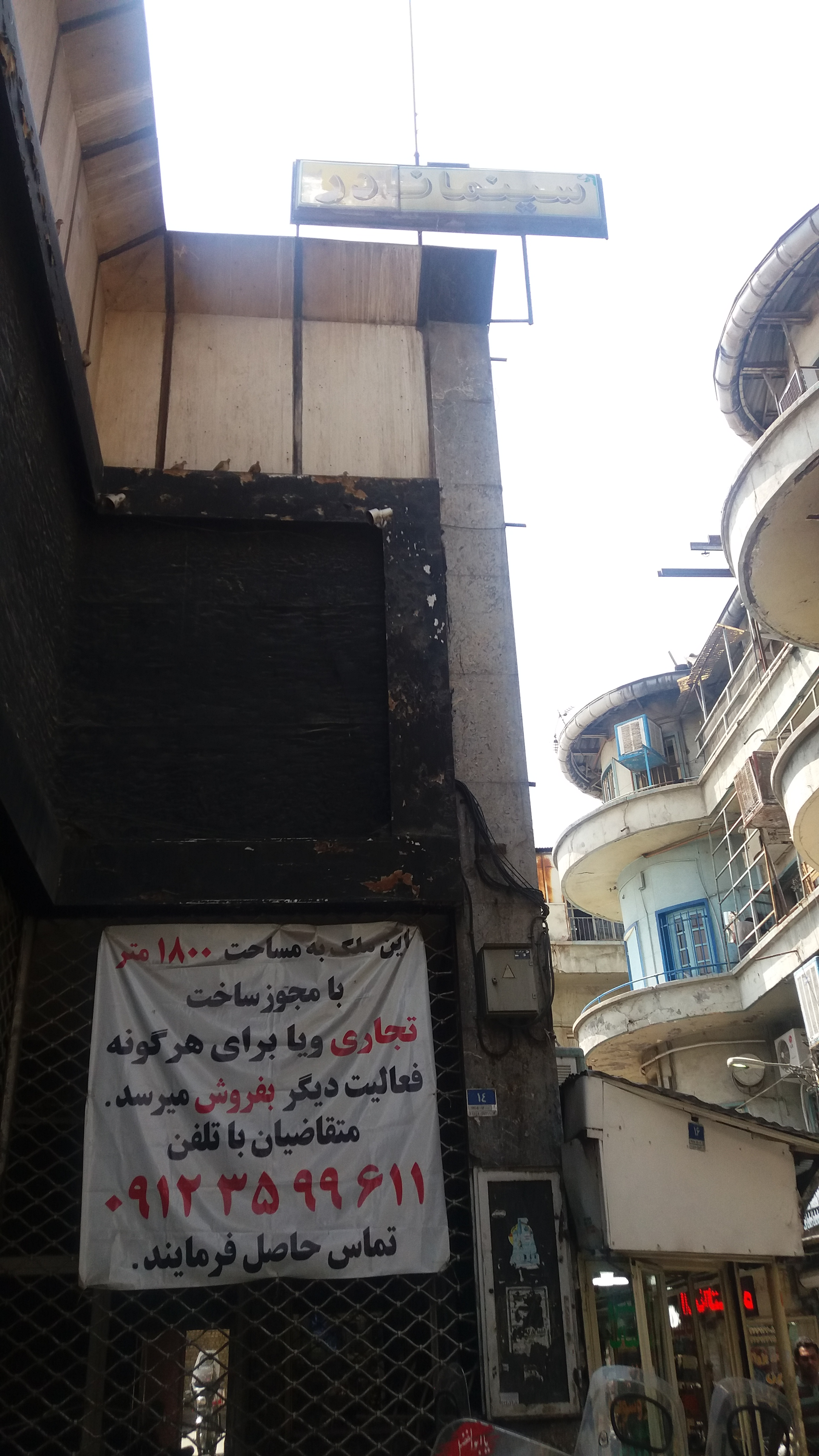
سینما کریستال
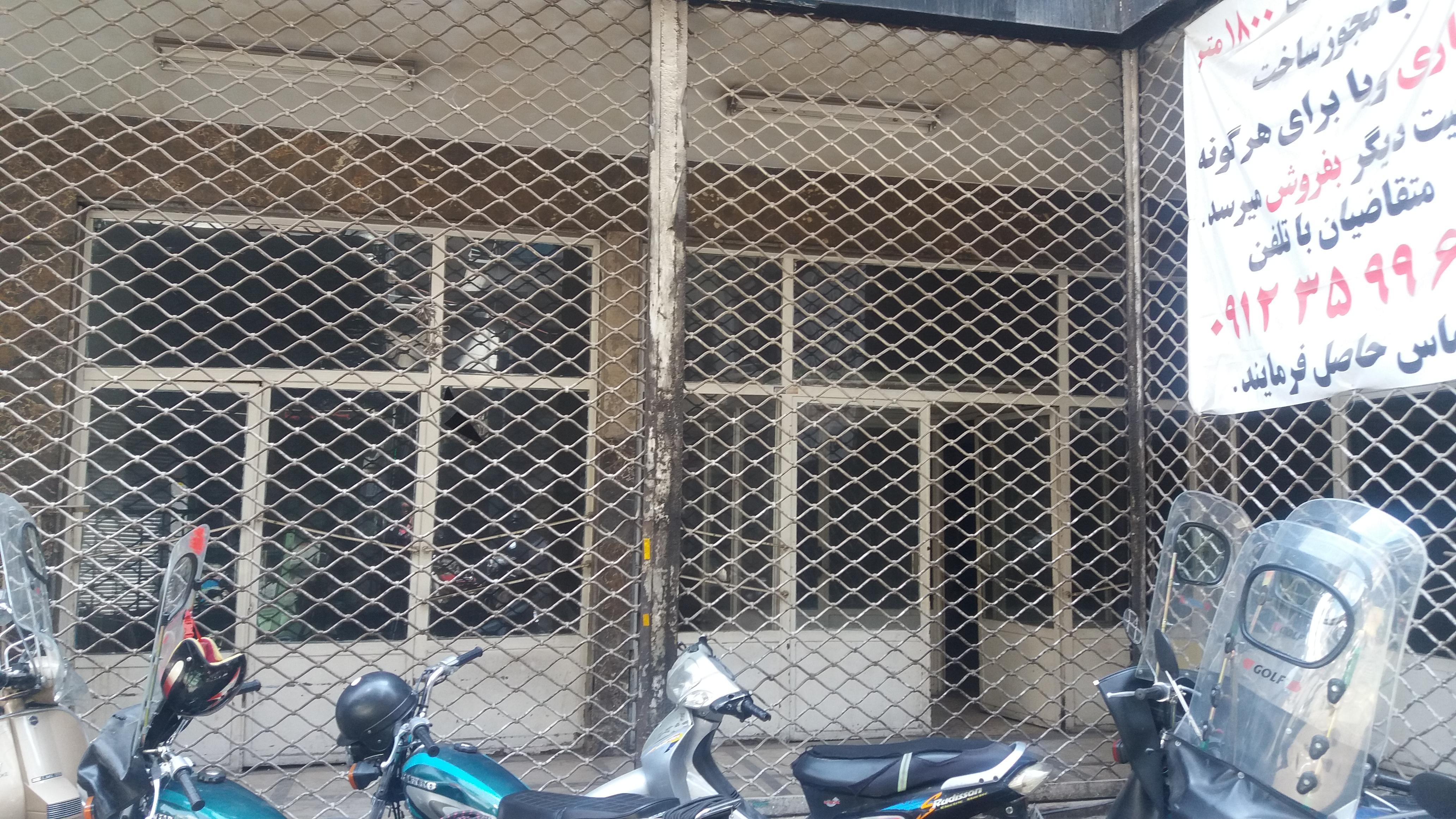
سینما سارا (ونوس پیشین)
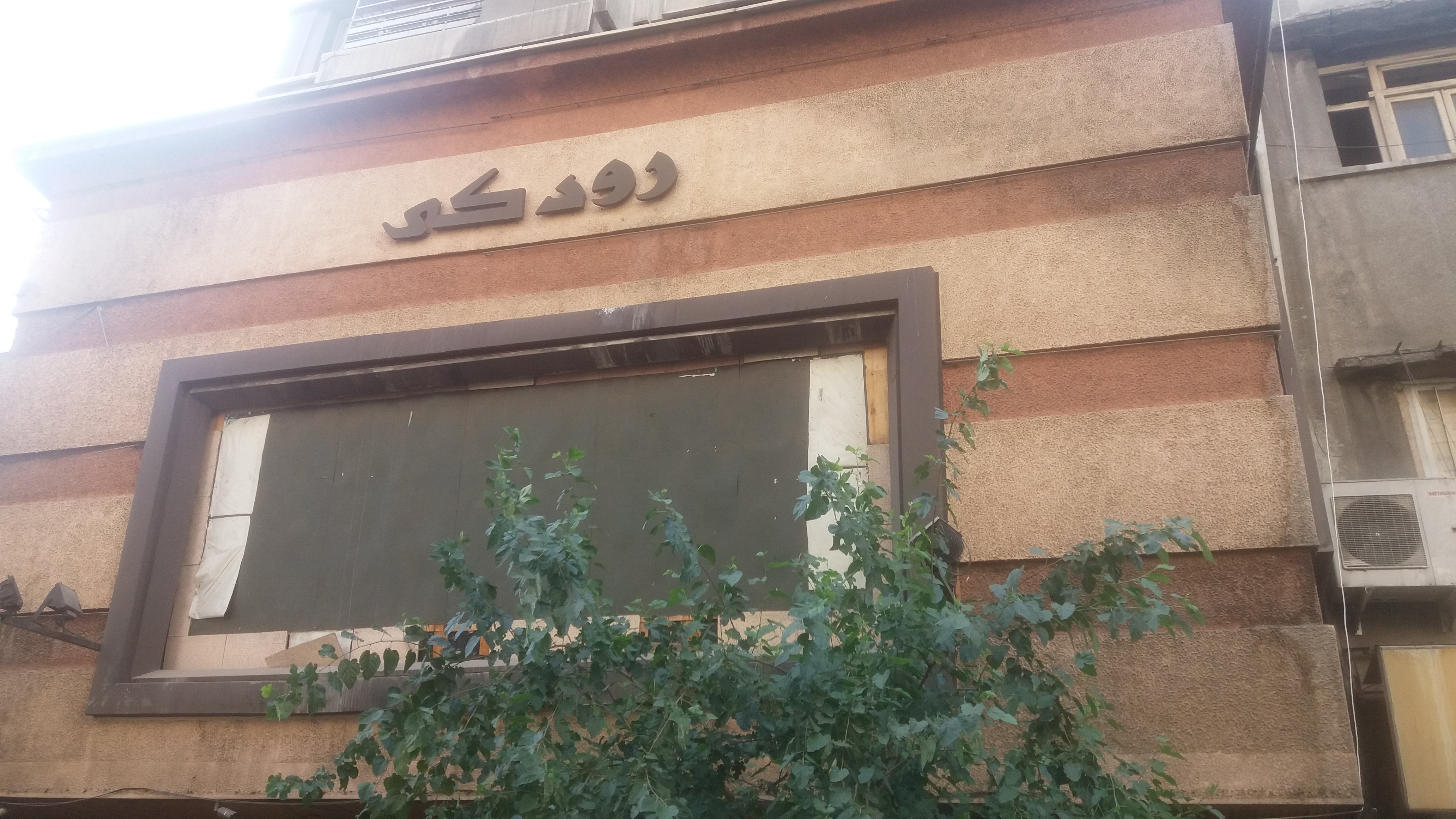
سینما البرز
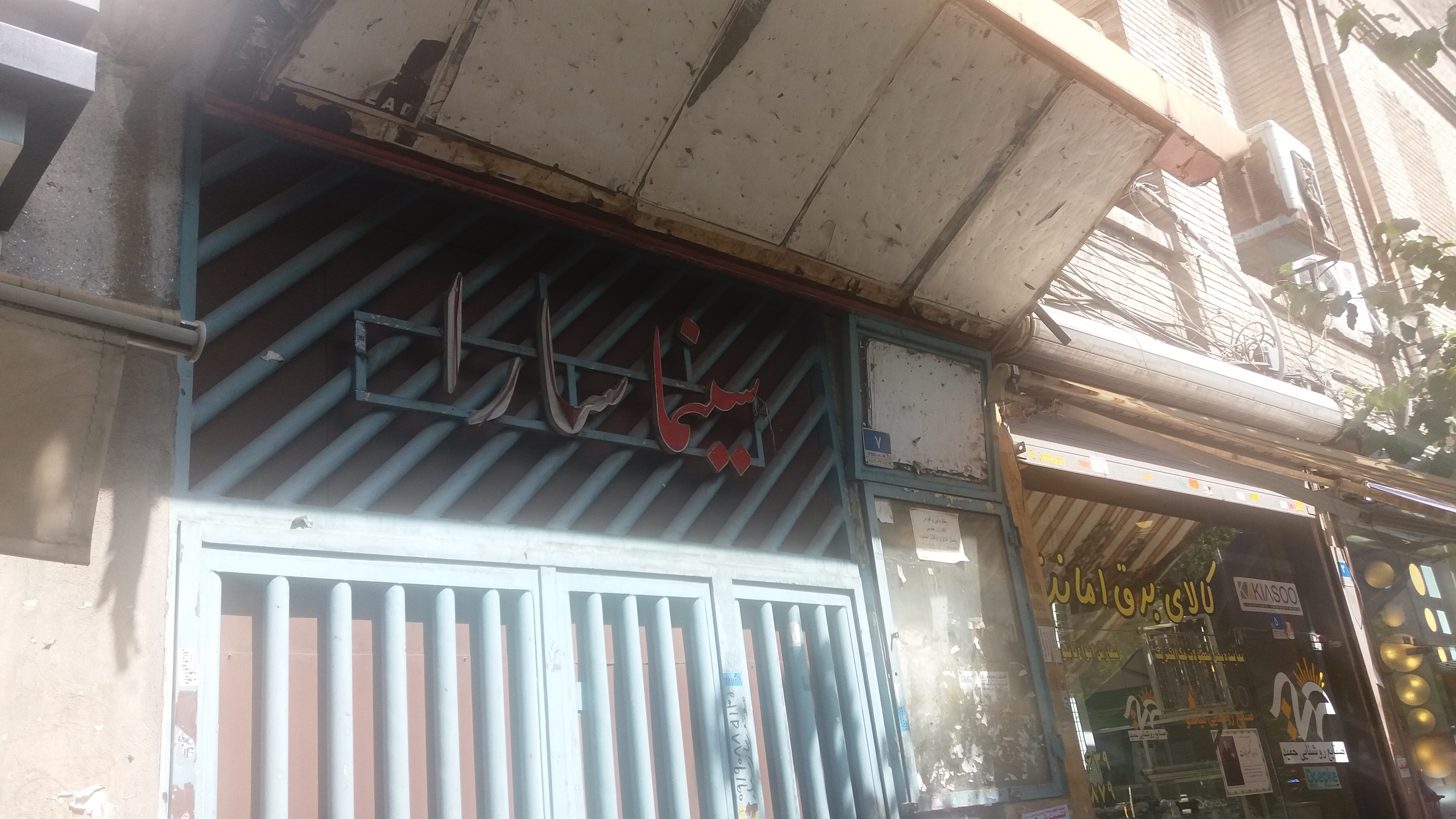
سینما خورشید نو
- سینما فردوسی
- سینما ایران
- سینما مایاک
- سینما مرجان
- سینما تابان
- سینما فاروس
- سینما شهرزاد
- سینما سحر (مترو پیشین)
- سینما آزیتا یا سینما جهان

- سینما البرز
- سینما کریستال
- سینما ایران
- سینما نادر
- سینما نادر
- سینما رودکی
- سینما سارا

### تجارت خانه‌ها
- کمپانی نصرالله عشقی - موزیکال رکورد
- کمپانی آغاسی - صفحات سودوا و ادیون
- کمپانی زرتاری - صفحات شهرزاد و رویال

### تماشاخانه
- تماشاخانه تئاتر نصر
- تئاتر پارس
- تماشاخانه گبومر و روسیخان
- تماشاخانه گیتی (صادقپور)
- تماشاخانه تفکری
- تئاتر دهقان

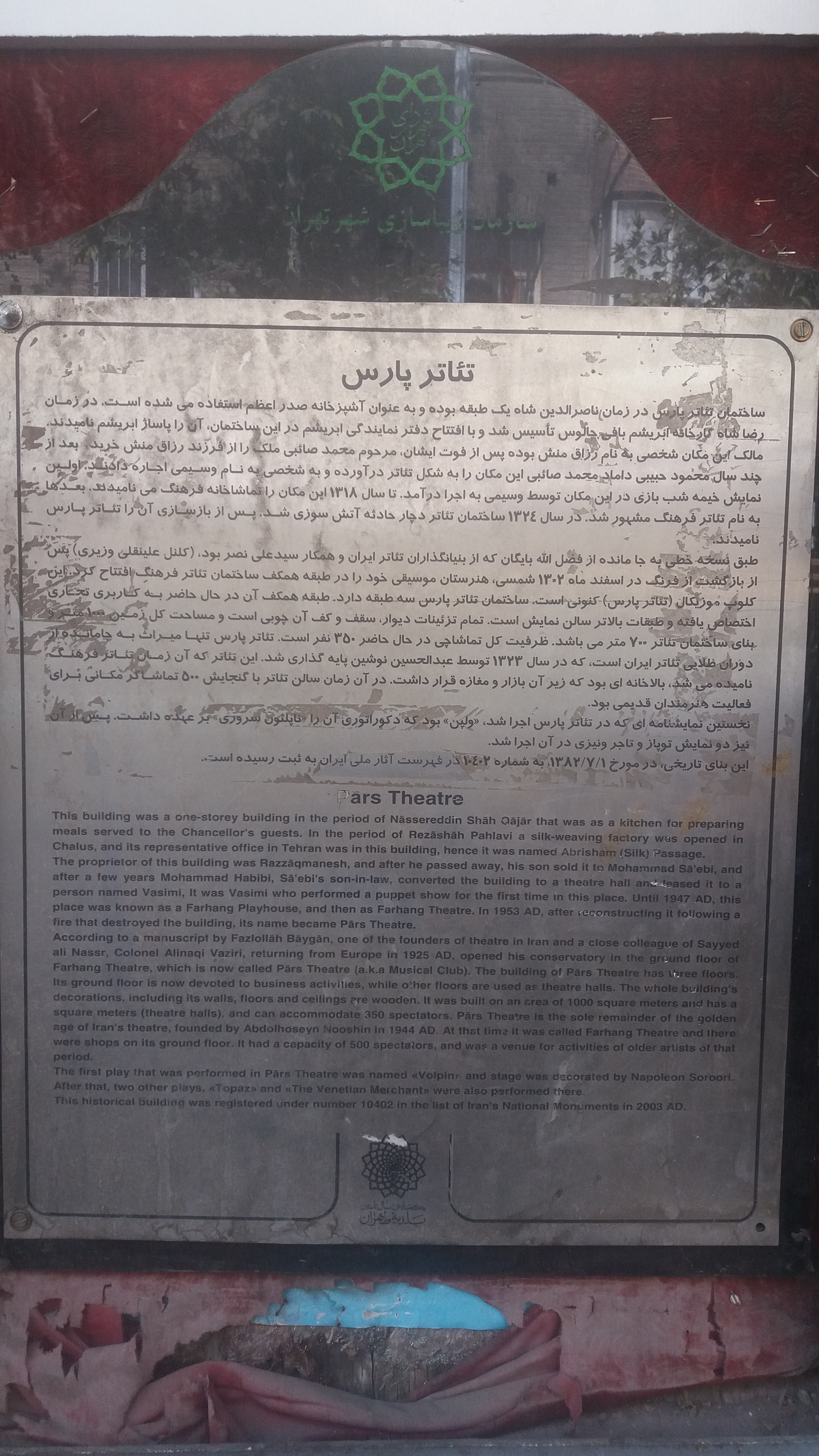
تابلو ثبت ملی تئاتر پارس
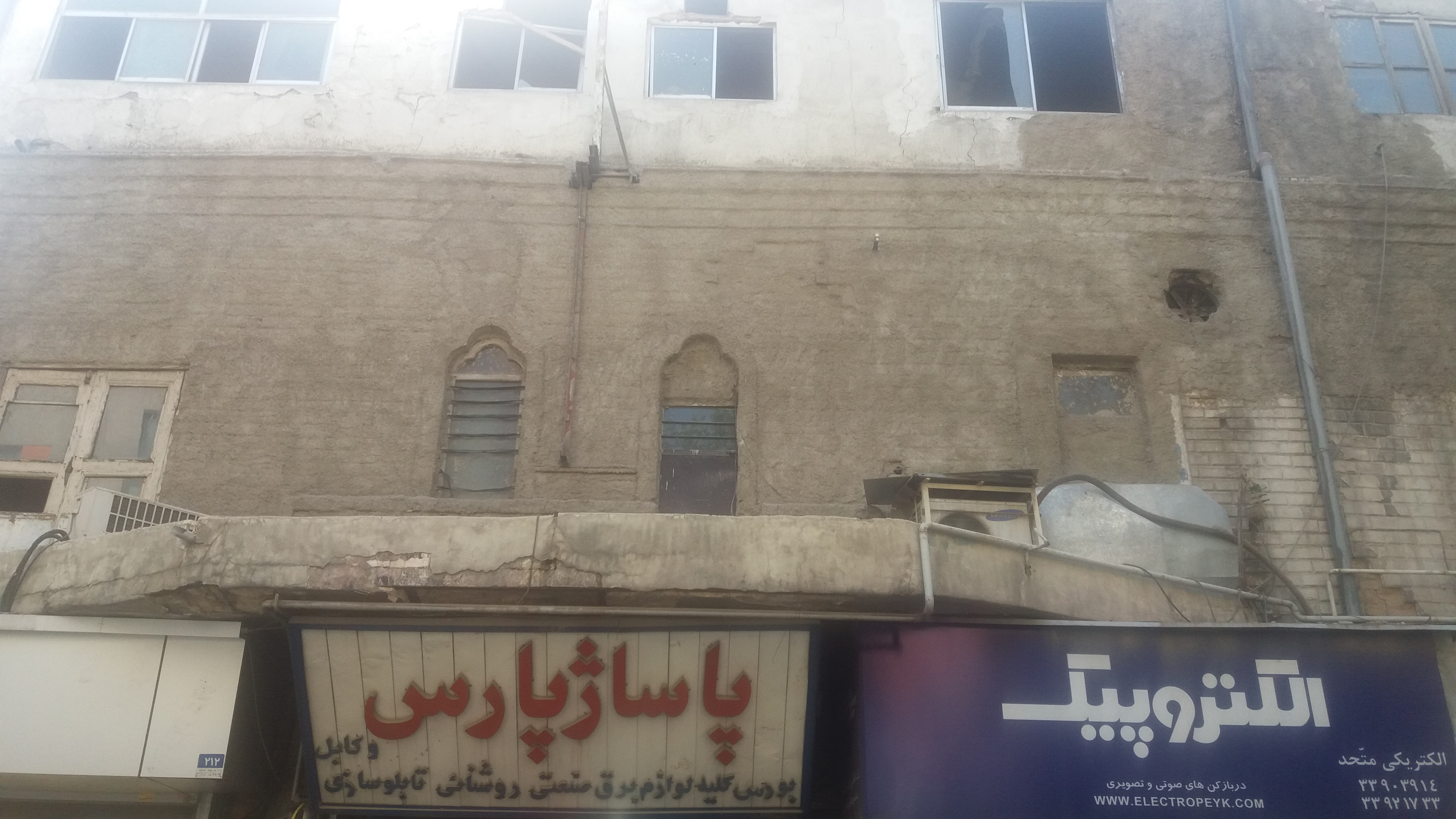
نمایی از ساختمان تئاتر پارس
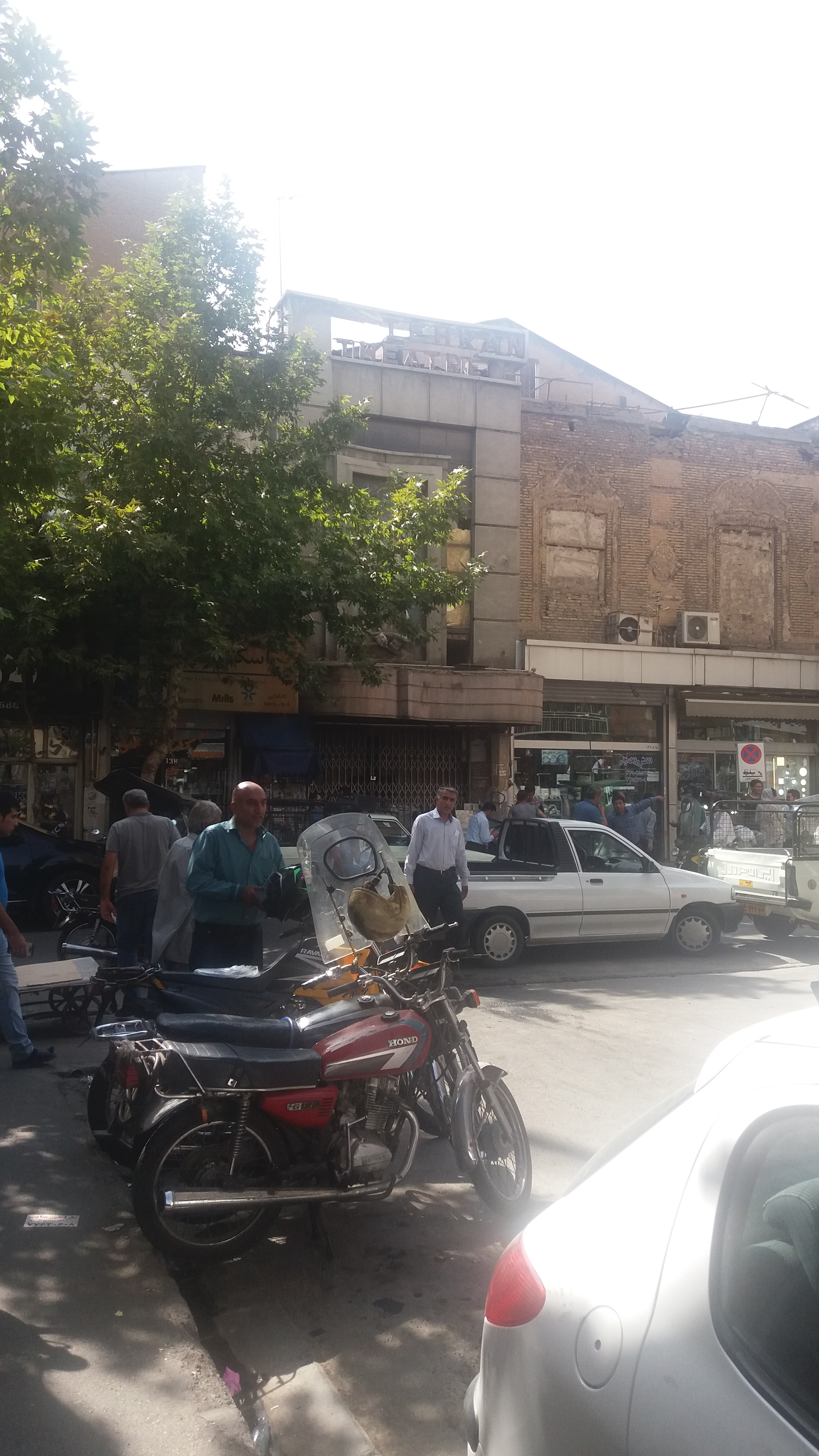
تئاتر نصر
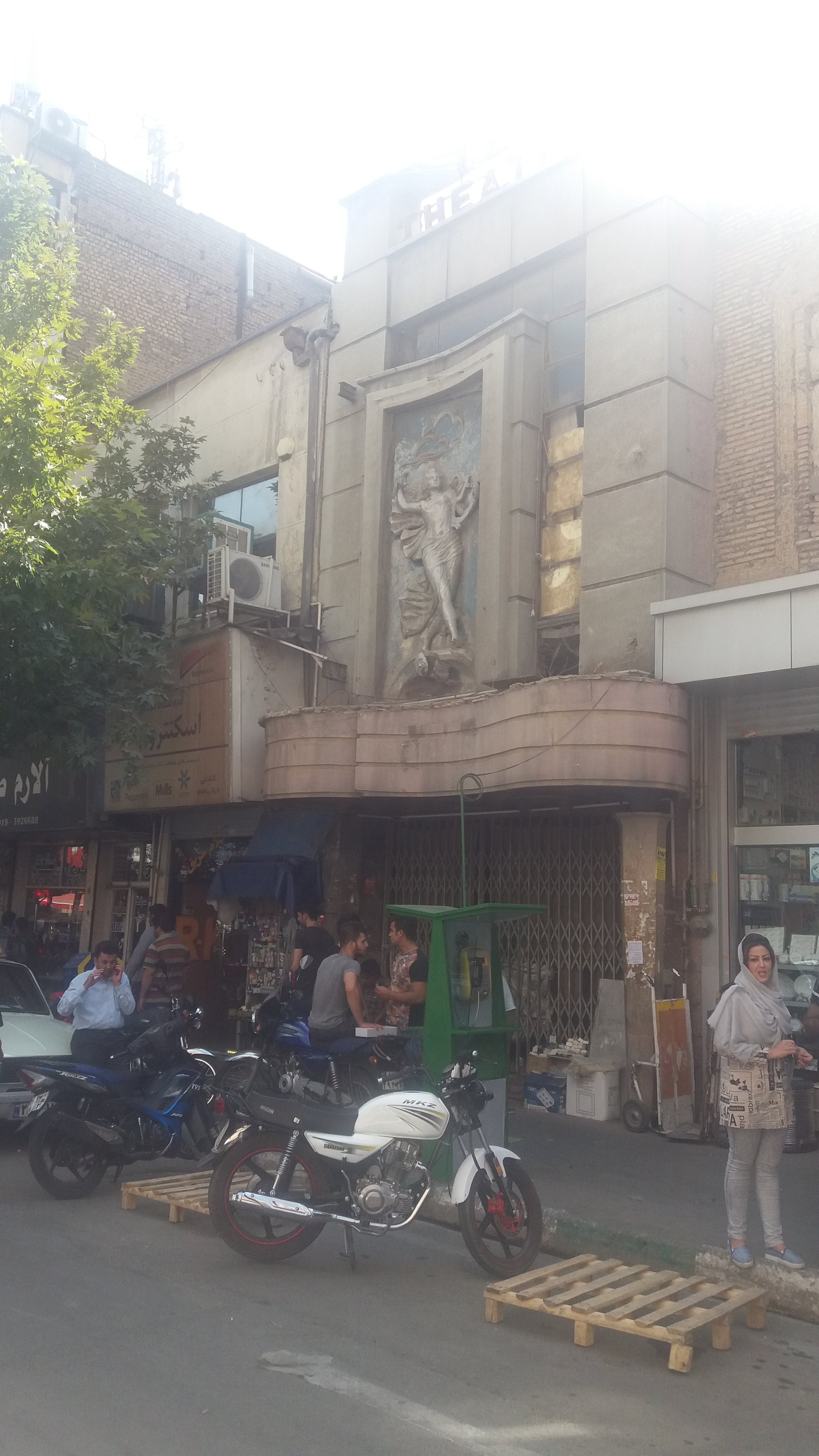
تئاتر نصر
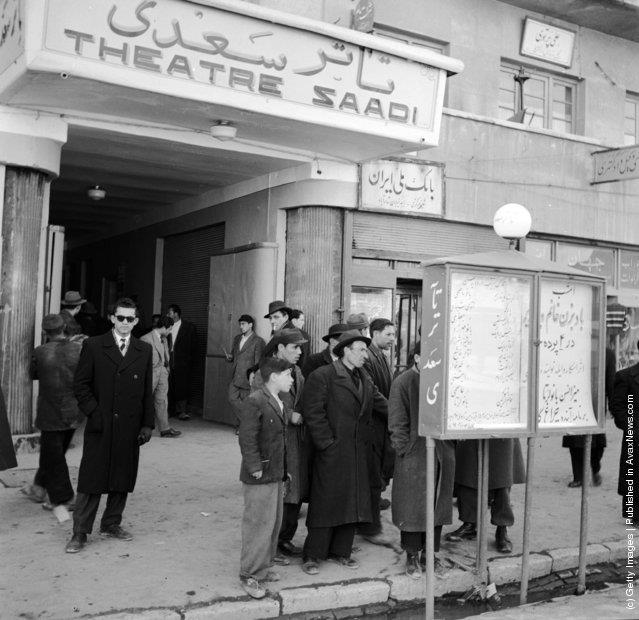
تئاتر سعدی
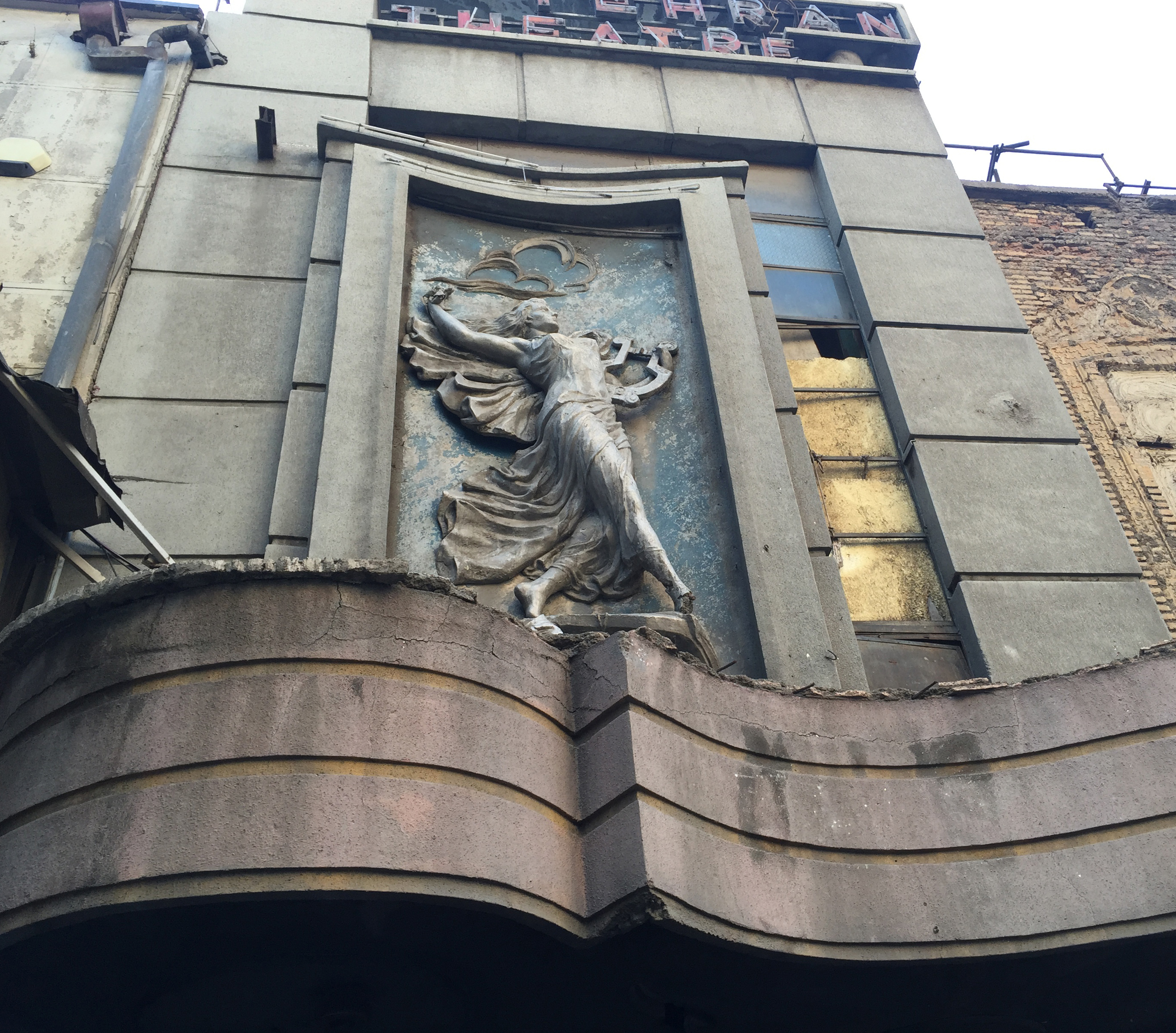
تئاتر نصر

### خانه‌های تاریخی
- مجموعه مسکونی خانواده اتحادیه
- خانه معین‌التجار بوشهری
- عمارت مشیرالدوله
- خانه اتابک

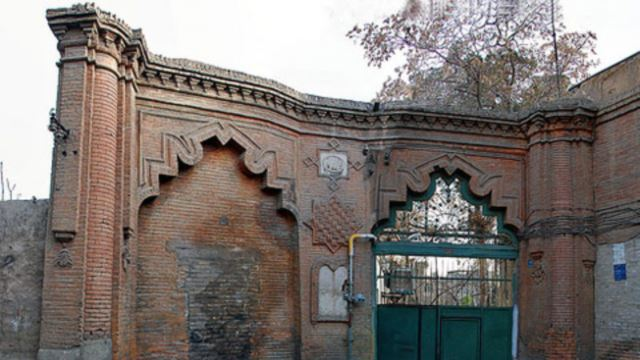
خانه و باغ اتحادیه
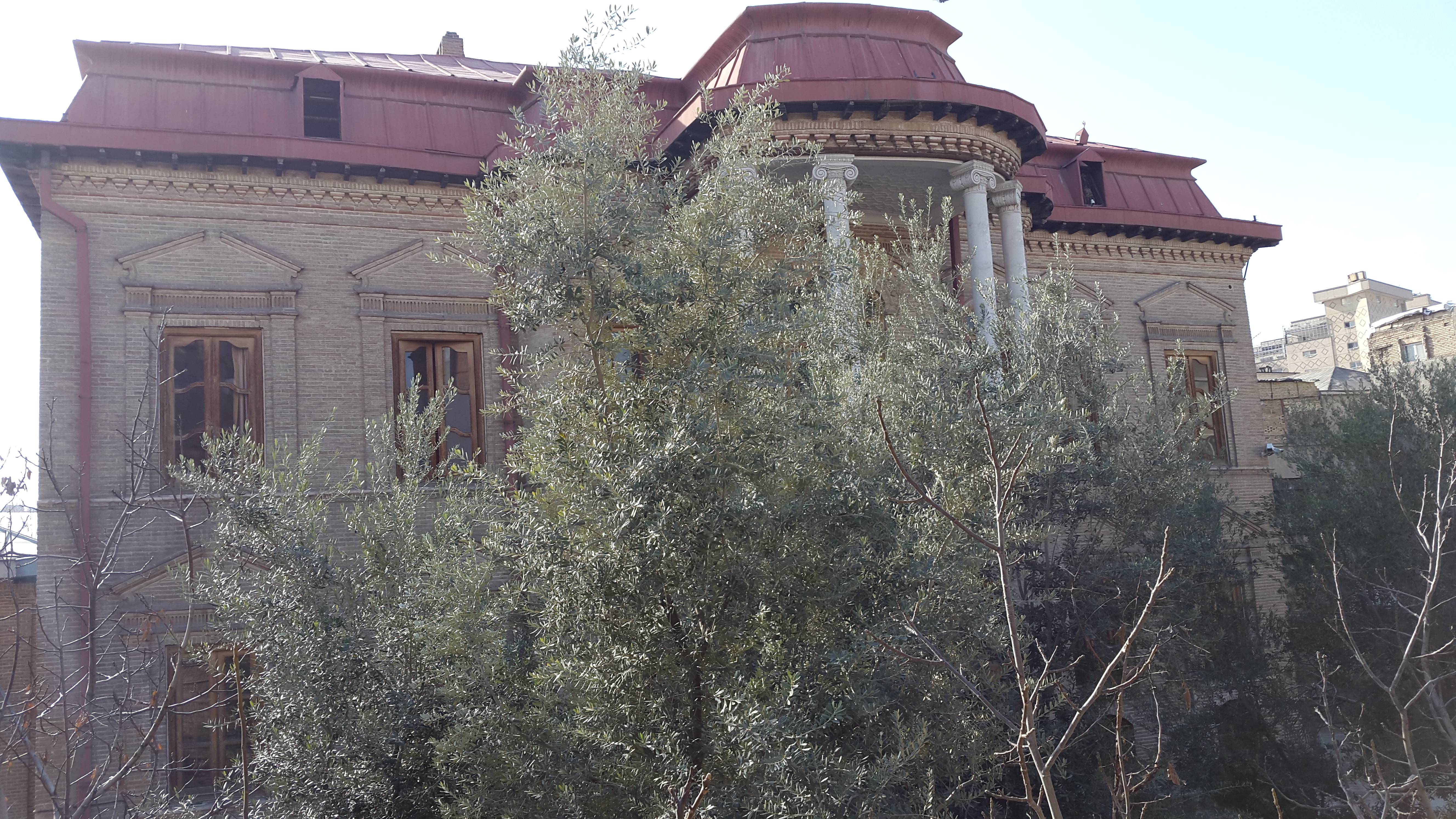
عمارت مشیرالدوله

### کوچه‌ها
- کوچه ملی
- کوچه برلن

### اماکن دیگر
- فروشگاه پیرایش (نخستین فروشگاه بزرگ به سبک اروپائی در ایران)
- فروشگاه جنرال مد
- موسسه کیهان
- مسجد هدایت
- انبار ببراز خان
- آرشیو اصغر (عکاس)
- باشگاه کوه‌نوردی و اسکی دماوند

## لاله‌زار در آثار هنری
دربارهٔ خیابان لاله‌زار مستندها و یادبودهای چندی ساخته شده‌است. از آن میان می‌توان به فیلم مستند «هشتصد قدم در لاله‌زار» ساخته امید شریف موسوی (سال ۱۳۸۲) با روایت مسعود کیمیایی را نام برد. در سال ۱۳۸۲ رضا یزدانی ترانه لاله‌زار (آلبوم پرنده بی‌پرنده) را خواند که موسیقی متن فیلم سینمایی حکم بود.
در مستند «تهران امروز» ساخته خسرو سینایی (سال ۱۳۵۶) صحنه‌هایی از خیابان لاله‌زار با ترانه «دیشب تو لاله‌زار» مرتضی احمدی به تصویر کشیده شده‌است.
بخش قابل توجهی از رخدادهای مجموعه «هزاردستان» در این خیابان (لوکیشن شهرک سینمایی) رخ می‌دهد. این لوکیشن لاله‌زار همچنین در سریال‌های دیگری مانند «کیف انگلیسی»، «در چشم باد»، «کلاه پهلوی»، «سرزمین کهن»، «جهان پهلوان تختی»، «مدار صفر درجه»، «معمای شاه» و «شهرزاد» مورد استفاده قرار گرفته‌است.
در مردادماه ۱۳۹۸ (اوت ۲۰۱۹) ابی آلبوم جدیدی به نام «لاله‌زار» منتشر کرد که «ترانه لاله‌زار» که نام آلبوم نیز از آن برگرفته شده‌است، محوری‌ترین ترانه این آلبوم است.
فیلم مستند «لاله‌زاری‌ها» ساخته حسین احمدیان (۹۴–۱۳۹۳)) دربارهٔ فراز و فرود موسیقی عامه‌پسند در ایران است. فیلمی که در آن فیلم‌ساز با یاری جستن از تصاویر آرشیوی و به‌کارگیری یک شخصیت مرکزی در پیوند با موضوع، مخاطب را به فضای لاله‌زار می‌برد. «تماشاخانه طهران» مستندی تاریخی است که می‌کوشد با گذر به تماشاخانه‌های قدیمی تهران در خیابان لاله‌زار، نوع فعالیتشان و علت تعطیلی آنها بپردازد.
همچنین نام «کوچه ملی» (از کوچه‌های اصلی خیابان لاله‌زار) به ویژه در ترانه‌ها، نوستالژی دورانی را یادآوری می‌کند که خیابان لاله‌زار زنده و مرکز فرهنگ و هنر تهران به‌شمار می‌رفت. از جمله این آثار می‌توان به ترانه «کوچه ملی» که توسط رضا یزدانی خوانده شده‌است یا «فیلم کوچه ملی» به کارگردانی مهرشاد کارخانی اشاره کرد.
از دیگر آثار هنری و یادبودها می‌توان موارد زیر را نام برد:
- مستند «مرثیه‌ای برای لاله‌زار» ساخته صالح دلدم. دبیر هنری روزنامه داریوش آریا را برای تهیه گزارش از سینماهای لاله‌زار راهی این خیابان می‌کند ولی او همه را ویرانه دیده و خاطرات آنجا را به یاد می‌آورد.[۱۴]
- «مستند لاله‌زار»[۱۵] ساخته محمدرضا اصلانی و هوشنگ اعلم
- مستند «ساکنین طبقه بالای لاله‌زار» در بررسی تاریخ سیاسی- اجتماعی لباس در ایران[۱۶]
- کوچه ملی (فیلم)

همچنین دکور این خیابان در «شهرک سینمایی و تلویزیونی ایران» بازسازی شده‌است.

## نگارخانه

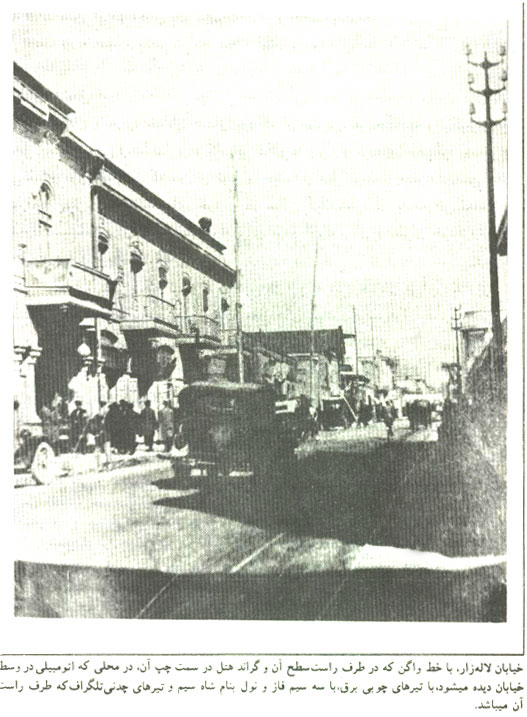
خط واگن و گراند هتل
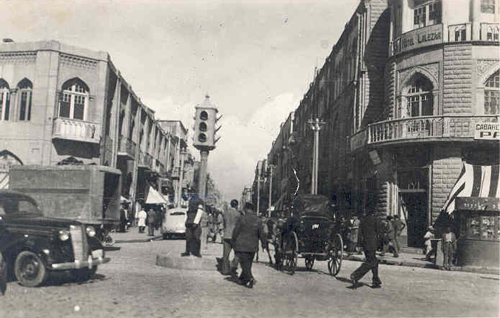
تقاطع لاله‌زار و خیابان استانبول، روبروی کافه پارس و هتل لاله‌زار
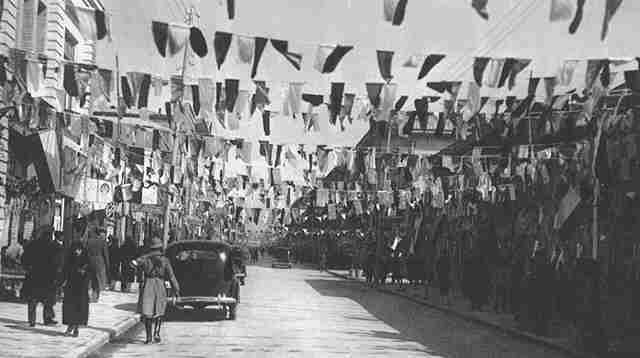
آذین‌بندی در لاله‌زار
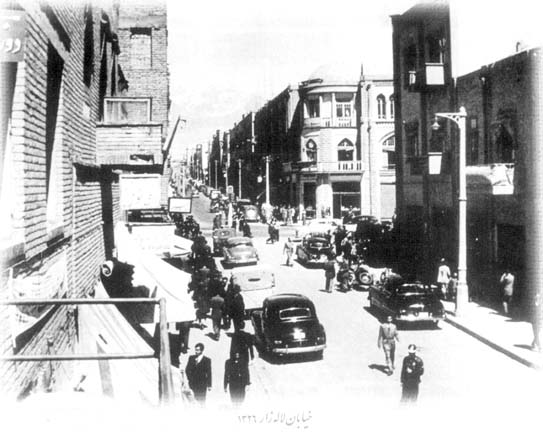
خیابان لاله‌زار، ۱۳۲۶
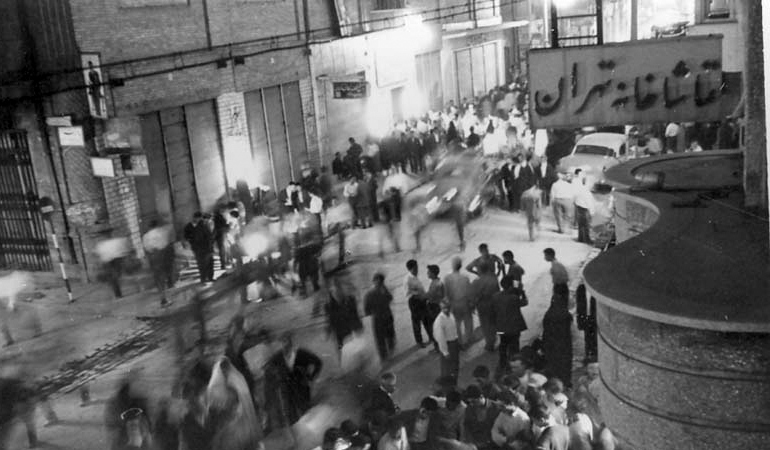
فضای شبانه لاله‌زار در دهه‌های سی و چهل خورشیدی
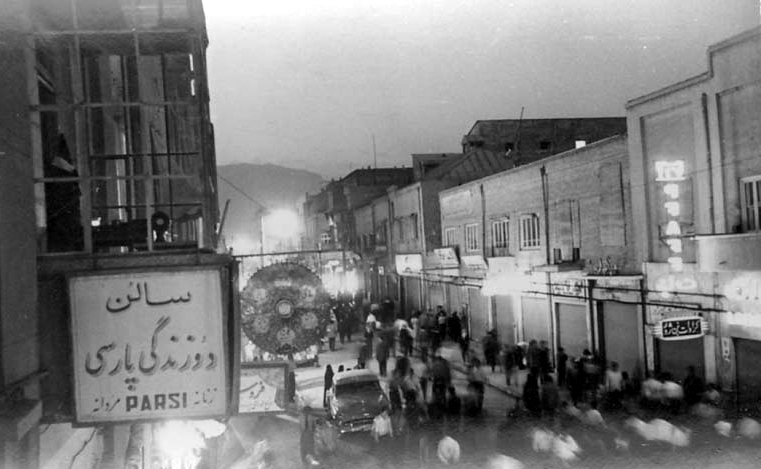
فضای شبانه لاله‌زار در دهه‌های سی و چهل خورشیدی
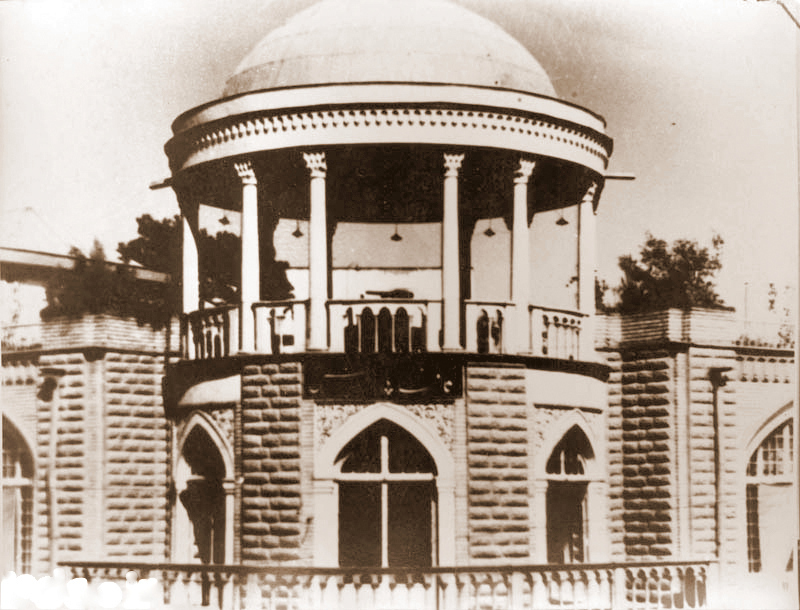
گنبد کلاه‌فرنگی کافه پارس
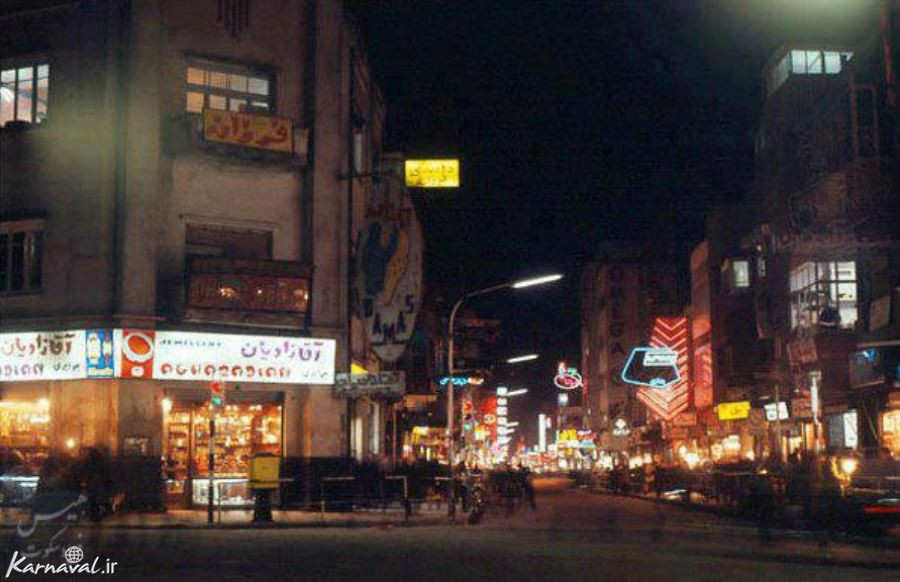
خیابان لاله‌زار در دهه پنجاه خورشیدی
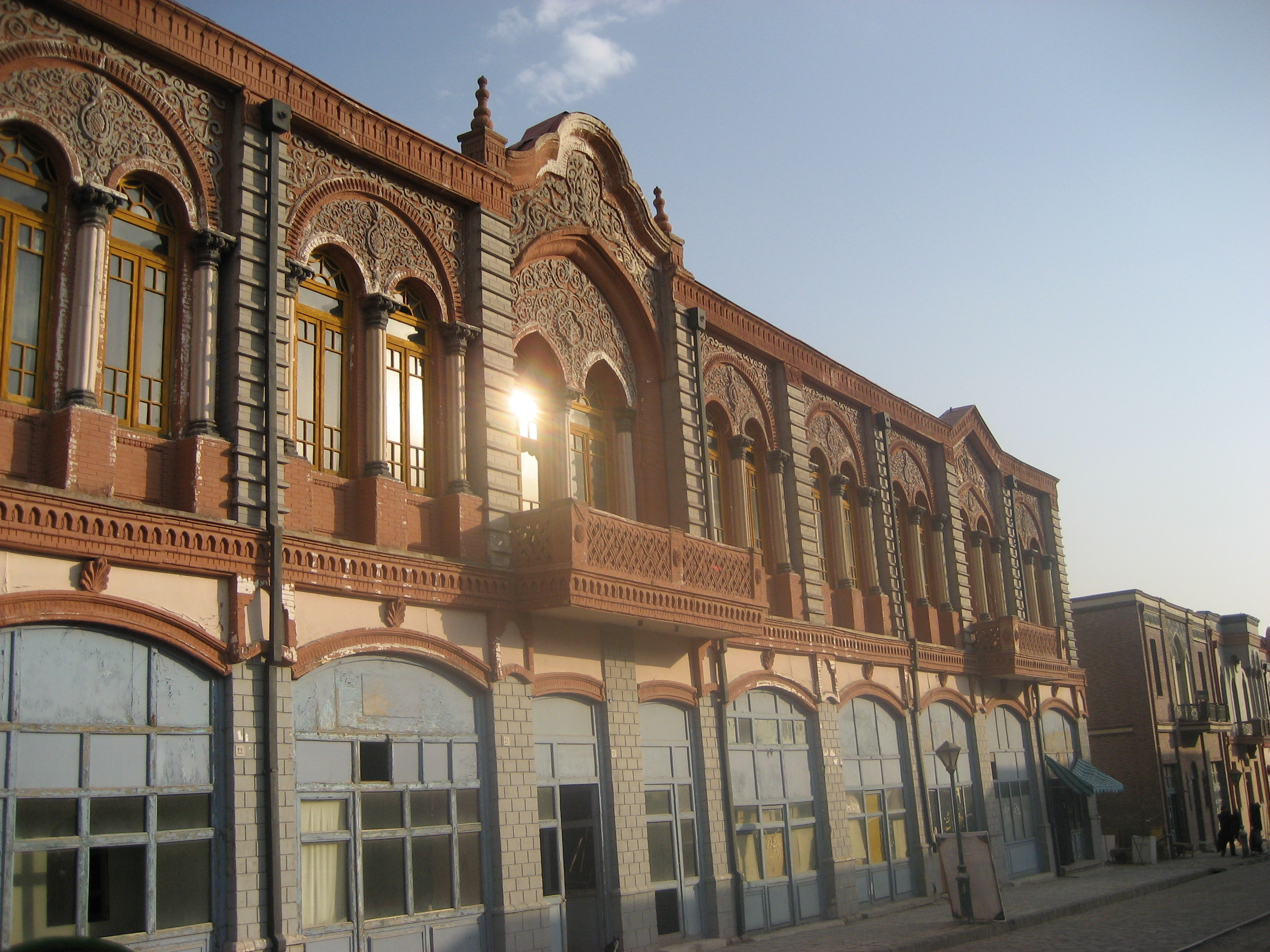
لاله‌زار بازسازی شده در شهرک سینمایی غزالی